# Tibor (Comic)
Tibor, Sohn des Dschungels – Tibor, Held des Dschungels, ist ein von Hansrudi Wäscher 1959 für den Walter Lehning Verlag geschaffener Comic-Held.

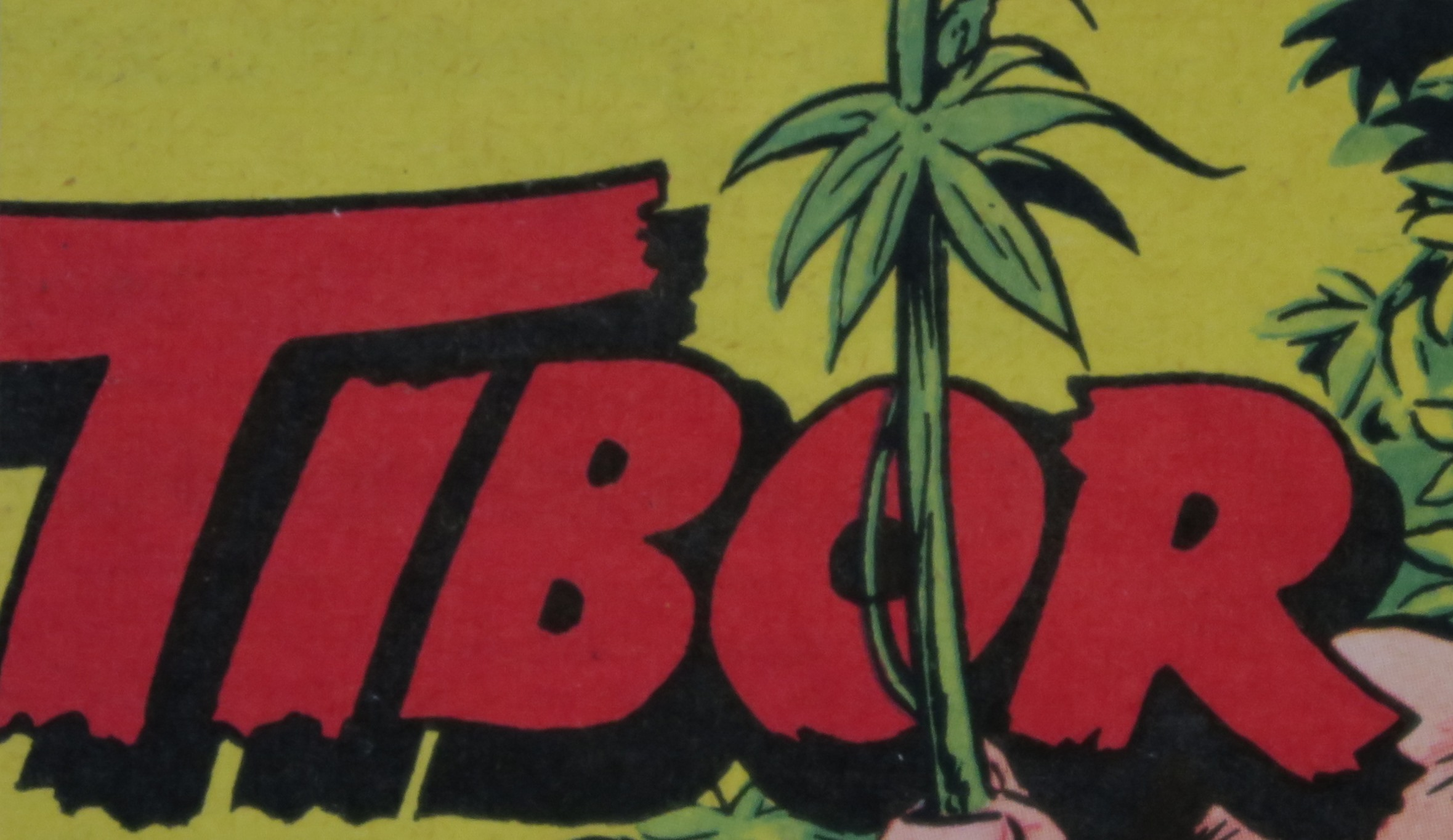
Tibor

## Inhalt
Tibor ist der Millionär Gary Swanson, der im Dschungel abstürzt, zunächst unter Gedächtnisschwund leidet und sich dann dort einlebt. Er lebt in einer Hütte mit dem Gorilla Kerak und den kleinen Äffchen Pip und Pop, deren Hauptlebenszweck darin zu bestehen scheint, Kerak zu ärgern.

## Entstehung und Veröffentlichung
Tibor wurde als Ersatz für Akim geschaffen, nachdem es Probleme mit den Lizenzen gab. Tibor wurde äußerst kurzfristig von Wäscher entwickelt, als von einem Tag auf den anderen mit der Akim-Reihe Schluss war. Dabei entschied er sich erst im letzten Moment für den Namen Tibor und gegen Tabor. Das war auch gut so, hatten doch die italienischen Verleger, die lange mit Lehning über den Akim gestritten hatten, auch eine Serie mit Namen Tabor im Programm, und die Wahl dieses Namens hätte sicherlich für Lehning nur zu weiteren Problemen geführt.
Von September 1959 bis April 1963 erschienen 187 Piccolos (Verkaufspreis: 20/30 Pfennig). Von Februar 1964 bis Oktober 1965 erschienen als Teil der Reihe Piccolo-Großband 90 weitere Hefte mit neuen Abenteuern. Von Mai 1961 bis Mai 1968 wurde eine Reihe mit 183 Großbänden veröffentlicht, in der ausschließlich Nachdrucke erschienen (Preis: 60–80 Pfg.). Die Großbände Nr. 1–82 waren Nachdrucke von Akim Piccolos, ab Band 83 Nachdrucke der Tibor Piccolos. Abgeschlossene Geschichten in Einzelheften erschienen in der Serie Bild Abenteuer. Zudem gab es einen Sonderband (1965).
Da sich Tibor und Akim von Wäscher optisch kaum unterschieden (bis auf Nuancen des Haarschnitts und die Einfärbung der Hose), konnte der Lehning Verlag die späteren Akim-Piccolos als Tibor-Großbände herausgeben.
Alle Lehning-Publikationen von Tibor wurden in den 1980er und 1990er Jahren vom Norbert Hethke Verlag nachgedruckt.
Von Mai 2009 bis Dezember 2018 erschienen neue Abenteuer von Tibor (Tibor Sohn des Dschungels – III. Piccoloserie, Nr. 1–106) im Manfred Wildfeuer Verlag. Text und Zeichnungen stammen von Michael Goetze.